# Kashiba, Nara
Kashiba (香芝市 Kashiba-shi) là một thành phố thuộc tỉnh Nara, Nhật Bản.